# Медал
Медалът (на френски: medaille) е вид отличие.
Представлява предмет, обикновено с кръгла форма, подобен на монета, направен от метал или от друг материал и гравиран със символ или портрет. Обикновено се закача на лента от текстилен материал.
Медалите се връчват на хора или на организации като форма на признание за техни спортни, военни, научни или художествени постижения и заслуги или за възпоминание на подобни събития и действия.
В спортни състезания и съревнования отличията за постигнато класиране се наричат: за 1-во място – златен медал, за 2-ро място – сребърен медал, за 3-то място – бронзов медал.
Медалът има 3 части: предна, задна и ръб (по обиколката на медала). На предната част е гравюрата или портрета. Задната може да е празна, но може да има и гравиран надпис или друг вид гравюра. Ръбът също може да е оставен празен, но може да има и надпис.
Ордените са по-висока степен на признание във формата на медал.